# نیکلات
نیکلات (به انگلیسی: Niklot)(۱۰۹۰ - اوت ۱۱۶۰) رئیس و شاهزاده اسلاوهای اوبوتری و جد خاندان مکلنبورگ بود. وی پس مرگ شاهزاده پیشین، ریاست کنفدراسیون قابل اوبوتری را در سال ۱۱۳۰ در دست گرفت. او این عنوان و مقام را زمان مرگش در سال ۱۱۶۰ برای خود حفظ کرد. در زمان او جنگ صلیبی وندی به وقوع پیوست و پس از یورش صلیبیون، او موافقت کرد که در دوبین غسل تعمید شوند تا یورش صلیبیون به مناطق او به پایان برسد.